# Пристава-при-Лесковцу
Пристава-при-Лесковцу (словен. Pristava pri Leskovcu) — поселення в общині Кршко, Споднєпосавський регіон, Словенія. Висота над рівнем моря: 153,2 м.